# IEC 61508
IEC 61508是一项用于工业领域的国际标准，其名称是《电气/电子/可编程电子安全相關系統的功能安全》（Functional Safety of Electrical/Electronic/Programmable Electronic Safety-related Systems (E/E/PE, or E/E/PES）。
IEC 61508是由国际电工委员会發佈，其目的要建立一个可应用于各种工业領域的基本功能安全标准。它将功能安全定义为：「是受控设备（EUC）或受控设备系統总体安全中的一部分；其安全性是依赖于电气/电子/可编程电子（E/E/PE）安全相關系統、其他技術的安全相關系統或外部风险降低措施的正确機能。」

## 簡介
IEC 61508标准起源于工業程序控制領域。该标准涵盖了完整的安全生命周期，当制定相关领域特定的功能安全标准时，需要进一步细化说明。
IEC 61508标准定义的安全生命周期包含16个阶段，各阶段所关注的均是系统安全功能，粗略地可以分为3块：
1. 1-5阶段描述了分析过程。
2. 6-13阶段描述了实现过程。
3. 14-16阶段描述了运作及維護过程。

标准由7个部分组成，
1. 1-3部分包括标准需求，偏向规范性的內容。
2. 4-7部分包括开发过程指导和示例，以资料性的內容為主。

IEC 61508标准的核心是风险和安全功能的概念。风险是指危害事件频率（或可能性）以及事件后果严重性的組合。可以藉由应用包括电气/电子/可编程电子（E/E/PES）及其它技术构成的安全功能，使风险降低到可以容忍的水平。电气/电子/可编程电子以外的技術也可能被用于降低风险，但IEC 61508标准的详细需求只覆盖了采用E/E/PES技术的安全功能。
IEC 61508對風險的觀點如下：
- 不可能達到零風險。
- 必須從一開始就要考慮安全性。
- 將風險降低到合理且可容忍的範圍（ALARP）。

## 危害及風險分析
IEC 61508要求需實施危害分析及風險分析：「針對每一個被確認的危害事件，需計算或估計EUC（受控設備）的風險」。
此標準建議「可以實施量化或非量化的危害及風險分析技術」，並在標準中提出了許多的分析方式。以下是一種量化危害分析的方式，將事件機率區分為6類，事件影響區分為4類：
 出現機率的分類 
| 分類                     | 定義                     | 範圍（每年的失效率） |
| ------------------------ | ------------------------ | -------------------- |
| 頻繁（Frequent）         | 系統生命週期中出現很多次 | > 10−3               |
| 可能（Probable）         | 系統生命週期中出現數次   | 10−3 至 10−4         |
| 偶爾（Occasional）       | 系統生命週期中出現一次   | 10−4 至 10−5         |
| 微乎其微（Remote）       | 系統生命週期不太可能出現 | 10−5 至 10−6         |
| 幾乎不可能（Improbable） | 非常不可能出現           | 10−6 至 10−7         |
| 難以置信（Incredible）   | 無法相信會出現的事件     | < 10−7               |

 影響的分類 
| 分類                 | 定義           |
| -------------------- | -------------- |
| 災難（Catastrophic） | 多人死亡       |
| 嚴重（Critical）     | 一人死亡       |
| 臨界（Marginal）     | 一人或多人重傷 |
| 輕微（Negligible）   | 至多造成輕傷   |

可將上述的機率及影響組合成以下的風險矩陣
|            | 影響 |      |      |      |
| 機率       | 災難 | 嚴重 | 臨界 | 輕微 |
| 頻繁       | I    | I    | I    | II   |
| 可能       | I    | I    | II   | III  |
| 偶爾       | I    | II   | III  | III  |
| 微乎其微   | II   | III  | III  | IV   |
| 幾乎不可能 | III  | III  | IV   | IV   |
| 難以置信   | IV   | IV   | IV   | IV   |

其中
- I類：在任何情形下都無法接受。
- II類：不希望出現，只有在實務上無法降低風險，或是降低風險成本遠高於改善所獲得的效益時才可以接受。
- III類：若降低風險的成本高於改善所獲得的效益，可接受這類事件發生。
- IV類：可接受這類事件發生，但需加以監控。

## 安全完整性等級
安全完整性等級主要是依以下三個要素的評估情形，較高的安全完整性等級需要在這三個部份有更好的相容性：
1. 提昇可靠度。
2. 失效而安全。
3. 管理、系統技術、驗證及確認。

安全完整性等級是針對單一減少偒害的方法（在風險分析中決定），不是針對整個系統，也不是針對個別零件。

### 提昇可靠度
對於連續運轉的系統（連續模式）及一年運轉超過一次的系統（高需求），需評怙其容許的失效頻率。對於間歇性運轉的系統（一年運轉不到一次/低需求），失效機率定義為系統無法回應需求動作的機率。
| SIL | 低需求模式： 無法回應需求動作的平均機率 | 高需求模式或連續模式： 每小時出現危險失效的機率 |
| 1   | ≥ 10−2 至 < 10−1                        | ≥ 10−6 至 < 10−5                                |
| 2   | ≥ 10−3 至 < 10−2                        | ≥ 10−7 至 < 10−6                                |
| 3   | ≥ 10−4 至 < 10−3                        | ≥ 10−8 至 < 10−7                                |
| 4   | ≥ 10−5 至 < 10−4                        | ≥ 10−9 至 < 10−8                                |

### 失效而安全
安全故障失效比率（safe failure fraction，簡稱SFF）的計算可確認系統失效安全的程度。安全故障失效比率比較安全失效及危險失效的比例，但安全故障失效比率本身不足於宣告安全完整性等級，在 IEC 61508標準中有定義各等級的安全完整性等級需要的安全故障失效比率。

### 管理、系統技術、驗證及確認
管理及系統技術確保可以避免在生命週期中任一部份出現的錯誤。即使是可靠度最高的保護方式，也可能被從初期概念、風險分析、規格、設計、安裝、維護一直到丟棄過程中導入的錯誤所破壞。IEC61508列出在生命週期的各階段需要應用的相關技術。

## 產業或特定領域標準

### 車輛軟體
汽車產業軟體可靠性協會（MISRA）的方针中涵蓋了有關車輛安全相關系統的軟體開發。MISRA計劃是要提供車輛用嵌入式軟體開發的方针。在1994年11月時發行了一套車用嵌入式軟體開發的方針，是第一個在車輛產業對應IEC 61508的標準，1998年時MISRA提出了MISRA C，是兼顧嵌入式系統的安全性及可移植性的C語言開發標準。
ISO 26262是將IEC 61508延伸到車輛的電機/電子系統的安全標準。

### 鐵路軟體
EN 50128全名為《鐵路應用-鐵路控制及保護軟體》（Railway applications - Software for railway control and protection）是將IEC 61508應用在鐵路應用的歐盟技術標準，內容涵蓋鐵路控制及保護軟體的開發，包括通訊、訊號及處理系統等。

### 製造業
製造業包括許多種類的製造工藝：包括煉油廠、石化、化工、製藥、紙漿、造紙及電力等。IEC 61511是這些工程系統的技術標準，確保使用儀表設備時工業流程的安全性。

### 核電廠
IEC 61513全名為《功能安全－核能工業的安全儀表系統》（Functional safety – safety instrumented systems for the Nuclear Industries）提供了核電廠的設備及安全控制系統相關的要求及建議事項，其中的要求包括針對傳體硬體的設備、以電腦為基礎的設備以及同時使用上述二種技術的設備。

### 機械
IEC 62061全名為《机械安全与安全有关的电气、电子和可编程电子控制系统的功能安全标准》（Safety of machinery, Functional safety of safety-related electrical, electronic and programmable electronic control systems），是IEC 61508在機械安全的功能安全標準，IEC 62061提供了各類型和機械安全有關的電機控制系統的要求，適用於系統層級的設計，也適用於非複雜的子系統及設備。

## 軟體測試
依IEC 61508開發的軟體依其需達到的安全完整性等級（SIL）不同，有可能需要經過單元測試。單元測試的目的是在確認軟體在模組層次已進行了完整測試。若是有些安全完整性等級較高的應用，軟體的代碼覆蓋要求更高，而且也需使用修改條件判斷覆蓋（MCDC）準則，而不是簡單的分支覆蓋（branch coverage）。若要得到MCDC覆蓋率的資訊，一般都需要單元測試軟體，甚至是軟體模組測試軟體。

## 外部連結
- 功能安全中心（页面存档备份，存于）
- 61508 Association（页面存档备份，存于）
- IEC Functional safety zone（页面存档备份，存于）
- Inside Functional Safety - Technical magazine focusing on functional safety
- CFSE Governance Board website（页面存档备份，存于）
- （页面存档备份，存于） - Motor Industry Software Reliability Association

### 論文
- A revised proposal for IEC 61508. This paper was presented at the Embedded Systems Show 2006 in Birmingham, UK.
- An article about meeting the IEC 61508 part 3 (software development) requirements for tool certification, specially compilers.（页面存档备份，存于）
- Open IEC 61508 Certification of Products - This paper describes an assessment for product designs and the product development process that produces a full safety case as well as additional public documentation.
- Satisfying SIL Requirements: Ensure Functional Safety of E/E/PE Safety-Related Systems (from Parasoft)

## 延伸書目
- M.Medoff, R.Faller, "Functional Safety - An IEC 61508 SIL 3 Compliant Development Process" - www.exida.com

- C. O'Brien, "Final Elements and the IEC 61508 and IEC 61511 Functional Safety Standards" - www.exida.com

- M.Punch, "Functional Safety for the Mining Industry – An Integrated Approach Using AS(IEC)61508, AS(IEC) 62061 and AS4024.1." (1st Edition, ISBN 978-0-9807660-0-4, in A4 paperback, 150 pages). www.marcuspunch.com（页面存档备份，存于）

- D.Smith, K Simpson, "Safety Critical Systems Handbook: A Straightforward Guide to Functional Safety, IEC 61508 (2010 Edition) And Related Standards, Including Process IEC 61511 and Machinery IEC 62061 and ISO 13849" (3rd Edition ISBN 978-0-08-096781-3, Hardcover, 288 Pages).